# کوریولانوس (فیلم)
«کوریولانوس» (انگلیسی: Coriolanus (film)) فیلمی در ژانر جنگی، تریلر سیاسی و درام بر اساس کوریولانوس شکسپیر و به کارگردانی رالف فاینس است که در سال ۲۰۱۱ منتشر شد.

## بازیگران
- جرارد باتلر
- ونسا ردگریو (در نقش ولومنیا)
- برایان کاکس (در نقش مننیوس آگریپا)
- جسیکا چستین
- رالف فاینس (در نقش نیائئوس مارکیوس کوریولانوس)
- جیمز نسبیت
- اشرف برهوم
- لوبنا آزابال